# Mistrovství světa ve florbale žen

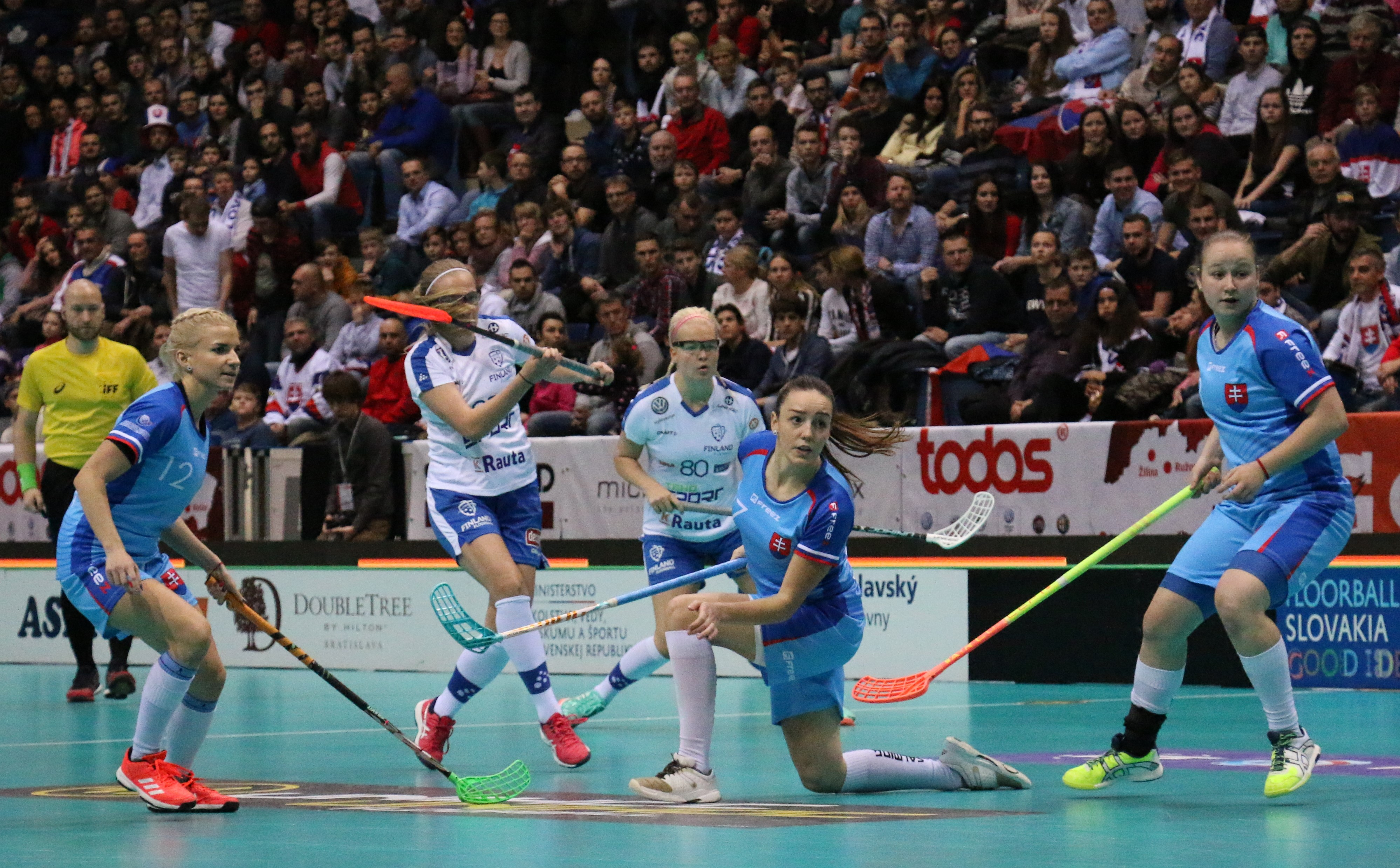
Čtvrtfinále Finsko–Slovensko na Mistrovství světa 2017

Mistrovství světa ve florbale žen je turnaj ženských reprezentačních mužstev členských zemí IFF. Koná se pravidelně v lichých letech od roku 1997. V sudé roky se hraje Mistrovství světa mužů. Turnaj se koná v prosinci.

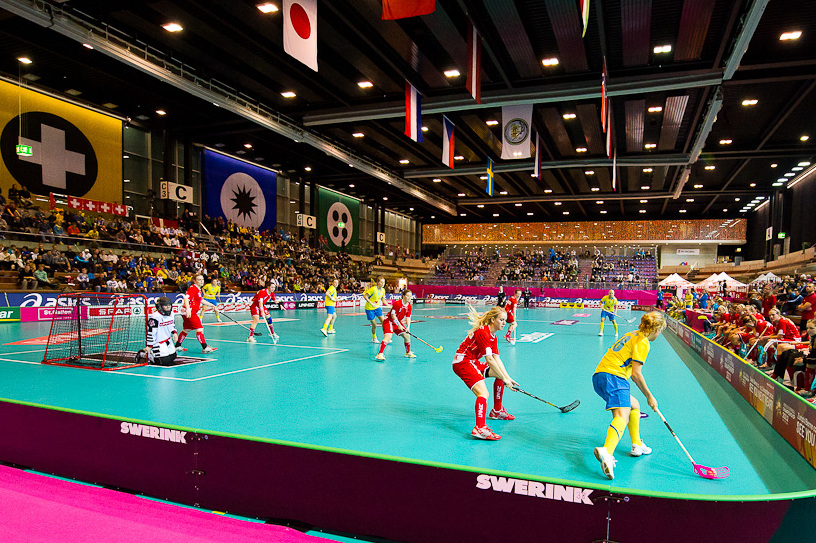
Zápas Švédsko–Dánsko na Mistrovství světa 2011

Úřadující mistr z posledního Mistrovství světa 2023 v Singapuru a s jedenácti tituly nejúspěšnější tým celkem je Švédsko. Finsko zvítězilo dvakrát a Švýcarsko jednou. Jediní další medailisté jsou Česko, se dvěma bronzy z let 2011 a 2023, a Norsko, se stejnými medailemi z let 1997 a 2001.
Následující mistrovství žen se bude konat v roce 2025 v Česku. Česko pořádalo již mistrovství v roce 2013. Divácky nejúspěšnější byl s 44 513 návštěvníky šampionát v roce 2019 ve Švýcarsku, který těsně překonal právě české mistrovství.

## Hrací systém
Turnaje se účastní 16 týmů. Pořadatelská země má účast zajištěnou automaticky. Ostatní přihlášené reprezentace se utkají o zbývajících 15 míst v regionálních kvalifikacích (většinou několik evropských, a po jedné americké a asijsko-oceánské), které se většinou konají začátkem roku před vlastním mistrovstvím. Od šampionátu 2027 se budou konat již na podzim předchozího roku.

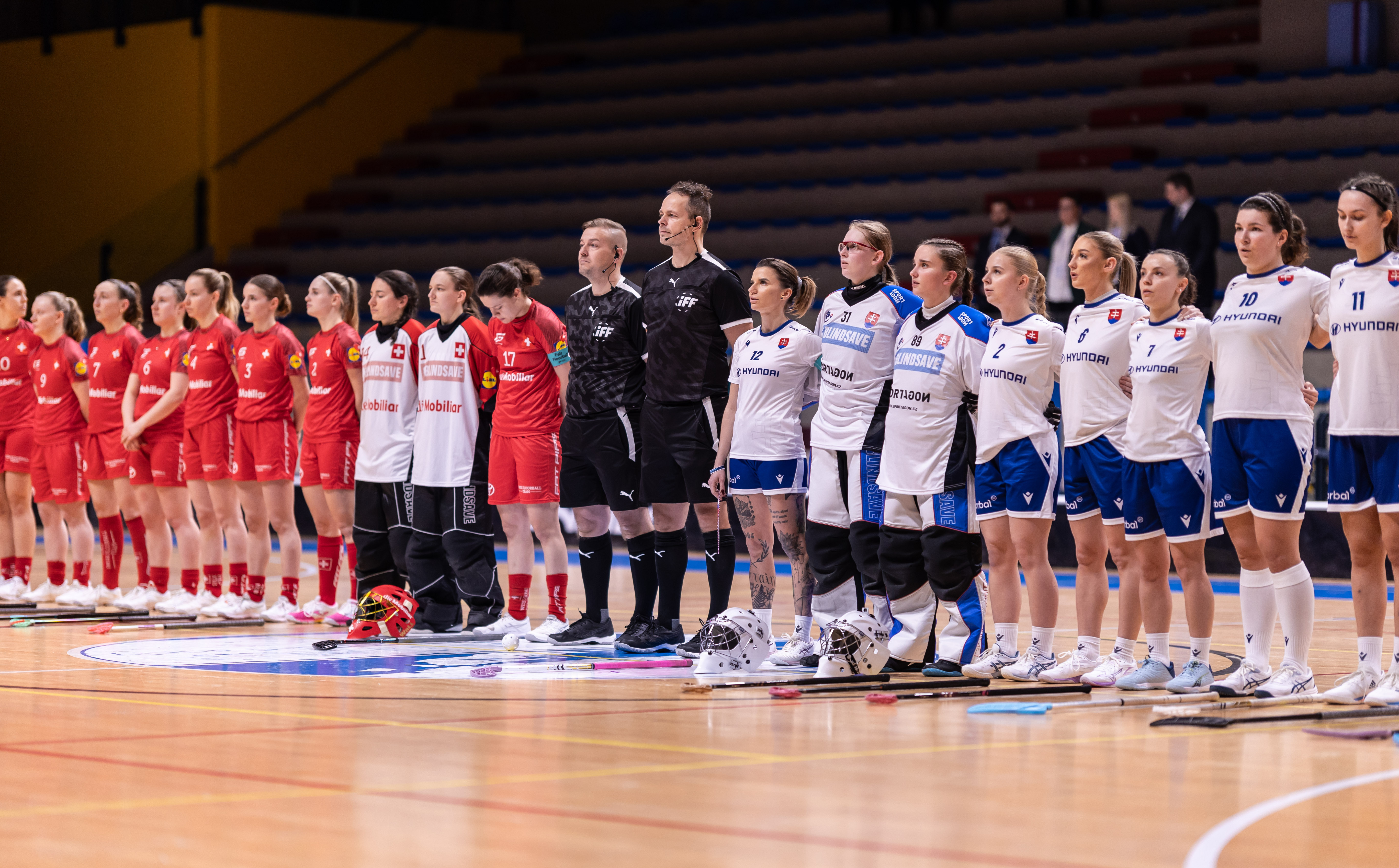
Týmy Švýcarska a Slovenska před kvalifikačním zápasem na Mistrovství světa 2025

Postupující týmy jsou rozlosovány do čtyř skupin A–D po čtyřech týmech. Do skupin A a B se losuje mezi nejlepšími týmy v žebříčku IFF, do skupin C a D mezi ostatními. V rámci skupiny hrají týmy každý s každým. První dva týmy ze skupin A a B postupují přímo do čtvrtfinále playoff. Druhé dva týmy ze skupin A a B a první dva týmy ze skupin C a D hrají předkolo playoff. Dále se hraje vyřazovacím způsobem. Vyřazené týmy, včetně týmů, které nepostoupily do playoff, hrají další zápasy o umístění.
Celý turnaj trvá devět dní, od jednoho víkendu k dalšímu.

## Historie hracího systému
Prvnímu Mistrovství světa v roce 1997 předcházelo jediné Mistrovství Evropy žen 1995.
Do mistrovství v roce 2009, s výjimkou prvního, byly týmy rozděleny do dvou divizí (A a B). V divizi A se hrálo ve dvou skupinách, ze kterých první dvě mužstva postoupila do semifinále. Vítězové semifinále postoupili do finále, poražení bojovali o bronz. Poslední z obou skupin hráli o udržení v divizi A. Z divize B naopak postoupil vítěz finále.
Až do mistrovství v roce 2007 se turnaj konal v květnu nebo začátkem června.
Kvalifikace byla zavedena od mistrovství světa 2009. Ale až od mistrovství světa 2015 musí projít kvalifikací všechny týmy (mimo hostitele). Do té doby se nejlepší týmy z předchozích mistrovství kvalifikovaly automaticky.
Rozdělení týmů do dvou skupin pro týmy výše postavené na žebříčku IFF a dvou skupin pro týmy ostatní se uplatňuje od mistrovství světa 2013. Zároveň bylo zavedeno předkolo play-off.

## Turnaje
|     | Rok     | Hostitel  | Zlato     | Stříbro   | Bronz     |
| --- | ------- | --------- | --------- | --------- | --------- |
| 1.  | MS 1997 | Finsko    | Švédsko   | Finsko    | Norsko    |
| 2.  | MS 1999 | Švédsko   | Finsko    | Švýcarsko | Švédsko   |
| 3.  | MS 2001 | Lotyšsko  | Finsko    | Švédsko   | Norsko    |
| 4.  | MS 2003 | Švýcarsko | Švédsko   | Švýcarsko | Finsko    |
| 5.  | MS 2005 | Singapur  | Švýcarsko | Finsko    | Švédsko   |
| 6.  | MS 2007 | Dánsko    | Švédsko   | Finsko    | Švýcarsko |
| 7.  | MS 2009 | Švédsko   | Švédsko   | Švýcarsko | Finsko    |
| 8.  | MS 2011 | Švýcarsko | Švédsko   | Finsko    | Česko     |
| 9.  | MS 2013 | Česko     | Švédsko   | Finsko    | Švýcarsko |
| 10. | MS 2015 | Finsko    | Švédsko   | Finsko    | Švýcarsko |
| 11. | MS 2017 | Slovensko | Švédsko   | Finsko    | Švýcarsko |
| 12. | MS 2019 | Švýcarsko | Švédsko   | Švýcarsko | Finsko    |
| 13. | MS 2021 | Švédsko   | Švédsko   | Finsko    | Švýcarsko |
| 14. | MS 2023 | Singapur  | Švédsko   | Finsko    | Česko     |
| 15. | MS 2025 | Česko     |           |           |           |
| 16. | MS 2027 | Finsko    |           |           |           |

## Medailové pořadí
| Poř. | Země      | Zlatá medaile | Stříbrná medaile | Bronzová medaile |
| ---- | --------- | ------------- | ---------------- | ---------------- |
| 1    | Švédsko   | 11            | 1                | 2                |
| 2    | Finsko    | 2             | 9                | 3                |
| 3    | Švýcarsko | 1             | 4                | 5                |
| 4–5  | Česko     | 0             | 0                | 2                |
| 4–5  | Norsko    | 0             | 0                | 2                |

## Účast jednotlivých zemí
| Země           | 1997 | 1999 | 2001 | 2003 | 2005 | 2007 | 2009 | 2011 | 2013 | 2015 | 2017 | 2019 | 2021 | 2023 | 2025 | Účasti |
| -------------- | ---- | ---- | ---- | ---- | ---- | ---- | ---- | ---- | ---- | ---- | ---- | ---- | ---- | ---- | ---- | ------ |
| Švédsko        | 1    | 3    | 2    | 1    | 3    | 1    | 1    | 1    | 1    | 1    | 1    | 1    | 1    | 1    | Q    | 15     |
| Finsko         | 2    | 1    | 1    | 3    | 2    | 2    | 3    | 2    | 2    | 2    | 2    | 3    | 2    | 2    | Q    | 15     |
| Švýcarsko      | 4    | 2    | 4    | 2    | 1    | 3    | 2    | 4    | 3    | 3    | 3    | 2    | 3    | 4    | Q    | 15     |
| Česko          | 6    | 5    | 5    | 7    | 7    | 5    | 4    | 3    | 4    | 4    | 4    | 4    | 4    | 3    | Q    | 15     |
| Norsko         | 3    | 4    | 3    | 4    | 4    | 8    | 7    | 5    | 6    | 9    | 8    | 9    | 7    | 11   | Q    | 15     |
| Lotyšsko       | 7    | 7    | 6    | 6    | 5    | 4    | 6    | 7    | 5    | 5    | 6    | 8    | 9    | 7    | Q    | 15     |
| Polsko         |      |      | 12   | 10   |      | 11   | 8    | 6    | 7    | 7    | 7    | 5    | 5    | 6    | Q    | 9      |
| Slovensko      |      |      |      |      |      | 19   | 18   | 12   | 9    | 8    | 5    | 6    | 6    | 5    | Q    | 8      |
| Rusko          | 5    |      | 9    | 5    | 6    | 7    | 5    | 10   | 10   | 11   |      |      | 11   |      |      | 9      |
| Německo        | 8    | 6    | 7    | 8    | 12   | 12   | 13   | 11   | 8    | 6    | 10   | 7    | 10   | 10   | Q    | 12     |
| Dánsko         |      | 10   | 10   | 11   | 9    | 6    | 9    | 8    | 11   | 10   | 9    | 10   | 8    | 8    | Q    | 10     |
| Rakousko       | 9    | 8    | 8    | 15   |      |      |      |      |      |      |      |      |      |      |      | 3      |
| Japonsko       | 10   | 11   | 13   | 9    | 8    | 16   | 17   | 16   | 15   | 15   | 14   | 13   |      | 9    |      | 8      |
| USA            |      |      |      | 14   | 10   | 9    | 10   | 9    |      | 13   | 12   | 16   | 12   | 14   | Q    | 9      |
| Austrálie      |      | 9    | 14   | 16   | 13   | 15   | 11   | 15   | 12   | 12   | 15   | 11   |      | 16   |      | 6      |
| Singapur       |      | 12   | 11   | 13   | 11   | 10   | 14   |      |      | 16   | 16   | 12   | 14   | 12   |      | 6      |
| Estonsko       |      |      |      |      |      |      | 15   |      |      |      | 11   | 14   | 13   | 13   | Q    | 5      |
| Maďarsko       |      |      | 15   | 17   | 14   | 13   | 12   | 14   | 14   |      |      |      |      |      |      | 2      |
| Itálie         |      |      |      | 12   |      | 18   | 20   |      |      |      |      |      | 16   |      |      | 1      |
| Nizozemsko     |      |      |      |      | 15   | 14   | 16   | 13   |      | 14   |      |      |      |      | Q    | 3      |
| Thajsko        |      |      |      |      |      |      |      |      |      |      | 13   | 15   | 15   |      |      | 3      |
| Kanada         |      |      |      |      |      | 17   | 19   |      | 13   |      |      |      |      |      |      | 1      |
| Francie        |      |      |      |      |      |      |      |      |      |      |      |      |      | 15   |      | 1      |
| Španělsko      |      |      |      |      | 16   | 20   |      |      |      |      |      |      |      |      |      | 0      |
| Jižní Korea    |      |      |      |      |      |      |      |      | 16   |      |      |      |      |      |      | 1      |
| Velká Británie |      |      | 16   |      |      |      |      |      |      |      |      |      |      |      |      | 0      |
| Malajsie       |      |      |      | 18   | 17   |      |      |      |      |      |      |      |      |      |      | 0      |